# Глібівка (річка)
Глібівка, Хлібівка — річка в Україні, у Шосткинському районі Сумської області. Ліва притока Локні (басейн Дніпра).

## Опис
Довжина річки приблизно 5,4 км.

## Розташування
Бере початок на південному заході від Потапівки. Тече переважно на південний захід через Кореньок і впадає у річку Локню, праву притоку Клевені.